# 직방외기

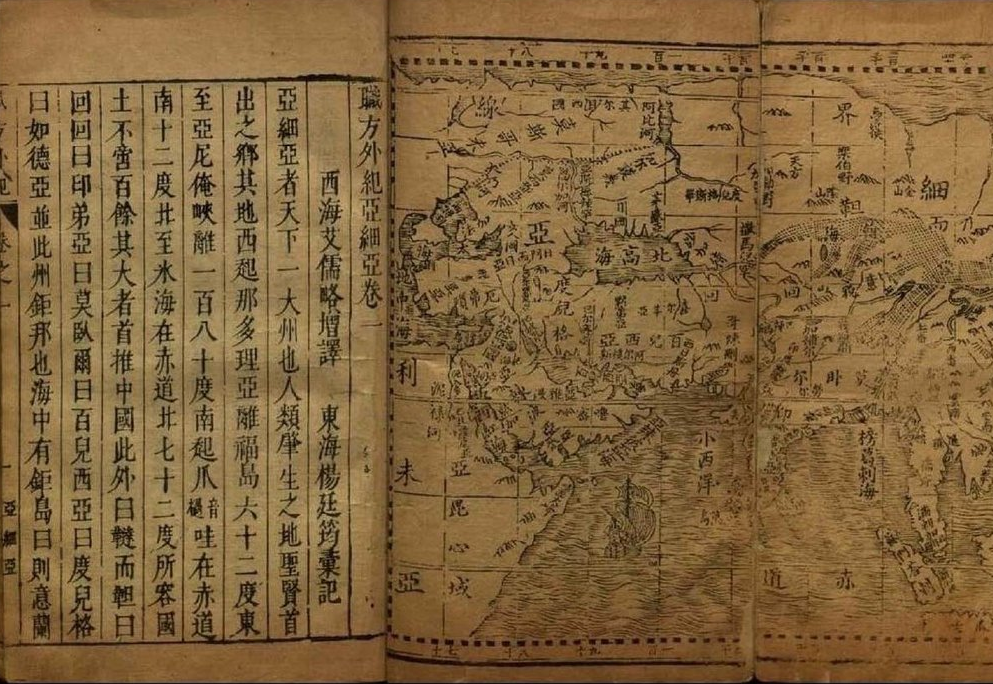
직방외기 페이지, 유라시아 스텝과 아프리카의 뿔에서 말레이 반도까지 인도양을 보여준다

직방외기(중국어 정체자: 職方外紀, 직역: 외국 땅 기록)는 17세기 초 명나라 시대 이탈리아 예수회 학자들이 저술한 지도첩이다. 이 이름은 문자 그대로 직방사(職方司), 즉 황실 지도 제작 사무소의 관할 범위를 넘어선 땅을 의미한다. 이것은 중국에서 사용할 수 있는 최초의 상세한 세계 지리 지도첩이었다.

## 저작권
16세기 후반, 서양 지도학은 1602년에 중국 최초의 세계 지도인 곤여만국전도를 제작한 마테오 리치에 의해 중국에 소개되었다. 리치의 지도를 의뢰한 만력제는 이후 리치의 동료인 디에고 데 판토하와 사바티노 데 우르시스에게 새로 표시된 국가들의 지리를 설명하는 책을 제작하도록 명령했다. 그들의 작업은 결국 줄리오 알레니에 의해 편집, 취합 및 수정되었다. 1623년, 이 책은 마침내 양팅윈에 의해 항저우시에서 출판되었고, 3년 후 푸젠성에서 수정판으로 재판되었다.

## 내용
직방외기의 여덟 권은 세계를 다섯 대륙으로 나누고, 각 대륙에는 별도의 지도와 설명이 있다. 이들은 아시아, 유럽, 리비아 (아프리카), 아메리카, 마젤라니카로 명명되었다(유럽은 다른 대륙보다 훨씬 더 많은 부분을 다룬다). 추가 섹션에서는 해양을 다룬다. 리치의 원본 지도는 중국을 한쪽으로 치우쳐 놓았는데, 이는 중국 학계에서 다소 부정적인 반응을 불러일으켰다. 알레니와 양이 자신들의 버전을 출판할 때, 그들은 중국이 세계 지도의 중심을 차지하도록 디자인을 조정했다. 이 작은 변화로 인해 직방외기는 더 인기를 얻었고, 그 결과 곤여만국전도보다 훨씬 더 길고 광범위한 영향을 미쳤다.
이 책의 내용 중 특히 유럽 섹션의 일부는 조반니 안토니오 마지니의 지오그라피아(Geografia)를 재현한 것이다.

## 문화적 영향
직방외기는 1631년 정두원에 의해 조선에 소개되었는데, 이는 예수회 통역사 주앙 호드리게스가 선물한 것이다.
이 책은 에도 시대에 일본에 소개되었지만, 처음에는 기독교 저작물이라는 점과 기독교 저작물 모음집에 처음 등장했다는 이유로 금지되었다. 1720년에 금지령이 완화되어 기독교와 직접적으로 관련되지 않은 작품은 사고팔 수 있게 되었고, 1731년에 일본에 이 책이 처음으로 "합법적으로" 판매되었다. 단 한 번만 인쇄되었음에도 불구하고 널리 읽혔던 것으로 보인다.
이 텍스트의 많은 부분이 1674년에 페르디난트 페르비스트에 의해 그의 곤여도설(세계 지도 설명)에 재사용되었고, 이치자오의 천문학 연구 컬렉션, 사고전서, 그리고 19세기 및 20세기 초 백과사전을 포함한 여러 컬렉션에 재판되었다.